# Prva crnogorska fudbalska liga 2019-2020
La Prva crnogorska fudbalska liga 2019-2020 (prima lega calcistica montenegrina 2019-2020), conosciuta anche come T-Com 1.CFL 2019-2020 per ragioni di sponsorizzazione, è stata la 16ª edizione di questa competizione, la 14ª come prima divisione del Montenegro indipendente.

Il torneo è stato sospeso dopo la disputa della 23ª giornata (7 marzo 2020) a causa della pandemia di coronavirus. Il 20 maggio 2020 la FSCG ha comunicato che il campionato sarebbe ripreso il 30 maggio (24ª giornata). Il 7 luglio 2020 la FSCG, a causa del perdurare dell'emergenza pandemia di COVID-19 in molte regioni del paese, ha stabilito la conclusione anticipata della stagione con i verdetti determinati in base alla classificata maturata alla 31ª giornata, al momento della sospensione; inoltre ha stabilito che sarebbero stati giocati solo gli spareggi retrocessione.
Il Budućnost ha vinto il campionato per la quarta volta nella sua storia.

## Stagione

### Avvenimenti
Per la terza stagione partecipano al campionato 10 squadre. Dalla Prva crnogorska fudbalska liga 2018-2019 sono retrocesse in Druga Crnogorska Liga il Lovćen ed il Mornar. Dalla Druga Crnogorska Liga sono state promosse il Mladost Lješkopolje e il Kom.
L'11 giugno 2019, il Mladost Lješkopolje ha cambiato il nome in Podgorica.

### Formula
In stagione le squadre partecipanti sono 10 : 8 che hanno mantenuto la categoria dalla stagione precedente e 2 promosse dalla seconda divisione.
Le 10 squadre disputano un doppio girone di andata-ritorno, per un totale di 36 giornate; al termine di queste, l'ultima classificata viene retrocessa, mentre la penultima e la terzultima disputano i play-out contro la seconda e terza classificata della Druga crnogorska fudbalska liga 2019-2020.
Le squadre qualificate alle coppe europee sono quattro: La squadra campione si qualifica alla UEFA Champions League 2020-2021, la seconda e la terza alla UEFA Europa League 2020-2021. La squadra vincitrice della coppa del Montenegro anch'essa si qualifica alla UEFA Europa League.

## Squadre partecipanti
| Club              | Città        | Stadio                  | Stagione precedente              |
| ----------------- | ------------ | ----------------------- | -------------------------------- |
| Budućnost         | Podgorica    | Stadio pod Goricom      | 2º posto in Prva liga            |
| Grbalj            | Radanovići   | Stadion Donja Sutvara   | 6º posto in Prva liga            |
| Iskra Danilovgrad | Danilovgrad  | Stadion Braća Velašević | 5º posto in Prva liga            |
| Kom               | Podgorica    | Stadion Zlatica         | 2º posto in Druga liga, promosso |
| Petrovac          | Castellastua | Stadion pod Malim brdom | 7º posto in Prva liga            |
| Podgorica         | Podgorica    | Donja Gorica Arena      | 1º posto in Druga liga, promosso |
| Rudar Pljevlja    | Pljevlja     | Stadion pod Golubinjom  | 8º posto in Prva liga            |
| Sutjeska          | Nikšić       | Stadion Kraj Bistrice   | 1º posto in Prva liga            |
| OFK Titograd      | Podgorica    | Trening Kamp FSCG       | 4º posto in Prva liga            |
| Zeta              | Golubovci    | Stadion Trešnjica       | 3º posto in Prva liga            |

## Classifica finale
|  | Pos. | Squadra           | Pt | G  | V  | N  | P  | GF | GS | DR  |
|  | ---- | ----------------- | -- | -- | -- | -- | -- | -- | -- | --- |
|  | 1.   | Budućnost         | 73 | 31 | 23 | 4  | 4  | 63 | 26 | +37 |
|  | 2.   | Sutjeska          | 55 | 31 | 15 | 10 | 6  | 57 | 31 | +26 |
|  | 3.   | Iskra Danilovgrad | 53 | 31 | 15 | 8  | 8  | 43 | 33 | +10 |
|  | 4.   | Zeta              | 41 | 31 | 9  | 14 | 8  | 29 | 30 | −1  |
|  | 5.   | Podgorica         | 40 | 31 | 8  | 16 | 7  | 34 | 27 | +7  |
|  | 6.   | Petrovac          | 37 | 31 | 9  | 10 | 12 | 30 | 46 | −16 |
|  | 7.   | Rudar Pljevlja    | 35 | 31 | 10 | 5  | 16 | 38 | 57 | −19 |
|  | 8.   | OFK Titograd      | 31 | 31 | 7  | 10 | 14 | 29 | 38 | −9  |
|  | 9.   | Kom               | 29 | 31 | 6  | 11 | 14 | 36 | 45 | −9  |
|  | 10.  | Grbalj            | 22 | 31 | 4  | 10 | 17 | 23 | 49 | −26 |

Legenda:
      Campione di Montenegro e ammessa alla UEFA Champions League 2020-2021.
      Ammesse alla UEFA Europa League 2020-2021.
  Partecipa ai play-out.
      Retrocesse in Druga crnogorska fudbalska liga 2020-2021.
Regolamento:
Tre punti a vittoria, uno a pareggio, zero a sconfitta.

## Risultati
|                | Bud  | Grb  | Isk  | Kom  | Pet  | Pod  | Rud  | Sut  | Tit  | Zet  |
| -------------- | ---- | ---- | ---- | ---- | ---- | ---- | ---- | ---- | ---- | ---- |
| Budućnost      | –––– | 3-2  | 1-0  | 3-1  | 3-0  | 1-0  | 2-0  | 1-4  | 2-1  | 1-1  |
| Budućnost      | –––– | 1-0  |      | 2-0  | 1-1  | 1-0  | 2-0  | 2-0  |      | 4-1  |
| Grbalj         | 0-4  | –––– | 2-3  | 1-1  | 1-2  | 1-1  | 2-2  | 1-1  | 0-2  | 0-0  |
| Grbalj         |      | –––– | 3-1  | 0-1  | 0-0  | 0-0  | 1-0  |      | 0-0  | 0-2  |
| Iskra          | 2-2  | 1-0  | –––– | 0-2  | 1-2  | 2-1  | 2-0  | 2-0  | 0-0  | 3-1  |
| Iskra          | 4-1  | 2-1  | –––– | 2-0  |      |      | 0-2  | 1-0  | 3-0  | 3-1  |
| Kom            | 2-3  | 1-1  | 1-1  | –––– | 3-2  | 1-1  | 5-0  | 1-1  | 1-2  | 0-0  |
| Kom            | 0-1  |      |      | –––– | 0-1  |      | 1-1  | 3-3  |      | 1-0  |
| Petrovac       | 0-3  | 2-0  | 0-1  | 2-1  | –––– | 1-1  | 1-4  | 0-4  | 0-3  | 0-2  |
| Petrovac       | 0-1  |      | 4-1  | 1-0  | –––– | 1-1  |      |      | 1-1  | 2-2  |
| Podgorica      | 1-3  | 1-1  | 0-0  | 4-2  | 1-0  | –––– | 3-0  | 2-2  | 0-0  | 2-0  |
| Podgorica      | 1-1  | 2-0  | 0-0  | 1-1  | 1-1  | –––– |      |      | 1-1  |      |
| Rudar Pljevlja | 0-3  | 1-3  | 1-1  | 3-2  | 4-0  | 2-1  | –––– | 0-4  | 3-1  | 1-1  |
| Rudar Pljevlja | 0-4  | 3-1  |      |      | 0-2  | 0-3  | –––– | 5-1  | 1-1  |      |
| Sutjeska       | 0-2  | 5-0  | 4-2  | 2-0  | 3-0  | 1-2  | 3-0  | –––– | 1-1  | 2-1  |
| Sutjeska       |      | 4-1  | 1-1  |      | 0-0  | 1-0  | 2-0  | –––– | 3-1  | 0-0  |
| OFK Titograd   | 2-1  | 1-0  | 0-1  | 3-1  | 1-2  | 1-2  | 0-1  | 0-1  | –––– | 0-1  |
| OFK Titograd   | 1-3  |      | 2-1  | 2-3  |      | 0-0  | 1-3  | 1-1  | –––– | 0-0  |
| Zeta           | 2-1  | 2-0  | 0-1  | 0-0  | 1-1  | 1-0  | 2-1  | 0-0  | 1-0  | –––– |
| Zeta           |      |      | 1-1  | 1-1  | 1-1  | 1-1  | 2-0  | 1-3  |      | –––– |

## Spareggi

### Play-out
Penultima e terzultima della prima divisione (OFK Titograd e Kom) sfidano seconda e terza della seconda divisione (Jezero e Bokelj) per due posti in Prva crnogorska fudbalska liga 2020-2021.
|              | Risultati     |              | Luogo e data              |
| ------------ | ------------- | ------------ | ------------------------- |
| Kom          | 1–0           | Jezero       | Podgorica, 10 luglio 2020 |
| Jezero       | 3–1           | Kom          | Plav, 14 luglio 2020      |
|              |               |              |                           |
| OFK Titograd | 0–1           | Bokelj       | Podgorica, 10 luglio 2020 |
| Bokelj       | 0–1 (4-5 dtr) | OFK Titograd | Cattaro, 14 luglio 2020   |

## Statistiche

### Individuali

#### Classifica marcatori
| Gol |  |  | Giocatore           | Squadra        |
| --- |  |  | ------------------- | -------------- |
| 10  |  |  | Marko Ćetković      | Sutjeska       |
| 9   |  |  | Draško Božović      | Budućnost      |
| 9   |  |  | Igor Ivanović       | Budućnost      |
| 9   |  |  | Boban Đorđević      | Grbalj         |
| 9   |  |  | Sava Gardašević     | Kom            |
| 9   |  |  | Velizar Janketić    | Rudar Pljevlja |
| 9   |  |  | Božo Marković       | Sutjeska       |
| 8   |  |  | Panagiotis Moraitis | Budućnost      |
| 8   |  |  | Boris Kopitović     | Petrovac       |
| 8   |  |  | Vule Vujačić        | Rudar Pljevlja |
| 8   |  |  | Damir Kojašević     | Sutjeska       |
| 8   |  |  | Stefan Nikolić      | Sutjeska       |